# Ямельня
Ямельня (укр. Ямельня) — село в Ивано-Франковской поселковой общине Яворовского района Львовской области Украины.
Население по переписи 2001 года составляло 449 человек. Занимает площадь 1,1 км². Почтовый индекс — 81086. Телефонный код — 3259.